# Халабджа
Халабджа е кюрдски град в Североизточен Ирак, разположен близо до границата с Иран. На 16 март 1988 г. става обект на нападение на иракската авиация с химическо оръжие, в резултат на което загиват няколко хиляди мирни жители (според различни източници броят на загиналите е между 3200 и 7000 души).
Нападението е извършено в контекста на Ирано-иракската война от 1980 – 1988 г. и на операция Анфал, проведена от режима на Саддам Хюсеин срещу кюрдски бунтовници. Халабджа е в зоната на активните бойни действия между иракската и иранската армия и е едно от средищата на кюрдската съпротива срещу Саддам през 1980-те години.